# The Omnific
The Omnific ist eine 2016 gegründete australische Progressive Metal Band aus Melbourne. Sie ist bekannt für ihr einzigartiges Lineup bestehend aus zwei Bassisten (Matt Fackrell und Toby Peterson-Stewart) und einem Drummer (Jerome Lematua). Die Band hat bisher zwei Studioalben, drei EPs und vier alleinstehende Singles veröffentlicht. Ihre beiden Alben erreichten beide Platz 3 der Australischen AIR Charts.

## Geschichte

### Foundation undSonorousEP (2016)
The Band hat ihre Ursprünge in 2016 als Matt Fackrell und Toby Peterson-Stewart ein kurzes Video mit Ihrer Idee nur zwei Bässe und Drums zu nutzen. Nachdem das Video über 30.000 Mal in drei Tagen angesehen wurde fingen die beiden an ihre Debute-EP Sonorous zu schreiben. Die erste Single Sonorous wurde am 8. November 2016 veröffentlicht. Die EP beinhaltete in dem Song Pharaoh ein Solo von Plinis live Bassisten Simon Grove. 

### The Cuneiform ScriptundKismetEP (2017)
The Omnific begannen das Jahr 2017 mit ihrem ersten Konzert am 28. Januar wo die als Support für  Windwaker spielten. Bei dieser Show spielte Drummer Jerome Lematua und wurde später am 3. Februar als offizielles Bandmitglied benannt. 
Später im Februar wurde bei Matt Fackrell Type 1 Diabetes diagnostiziert. Am Tag nachdem er aus dem Krankenhaus kam nahmen Fackrell und Peterson-Stewart die Bassspuren für die Single The Cuneiform Script auf. Die Single wurde am 11. Juni 2017 veröffentlicht.
Die Band spielte im Verlauf des Jahres weitere Live-Shows als Support für Outline In Color,  I Built The Sky und James Norbert Ivanyi. In dieser Zeit schrieb die Band die Songs für die zweite EP Kismet und nahm diese auf. Hiervon wurde die erste Single Objets de Vertu am 11. Oktober veröffentlicht. Am 15. November folgte die Veröffentlichung der zweiten Single Kismet und am 15. November schließlich die Veröffentlichung der EP Kismet.

### ErinundThe Mind's EyeEP (2018-2019)
Durch den starken Zuspruch für Ihre letzte EP konnten sie im Jahre 2018 als Support für Ne Obliviscaris spielen und wurden von Darkglass Electronics unterstützt.
Am 5. Oktober 2018 veröffentlichte die Band ihre zweite eigenständige Single Erin. Im November 2018 spielten sie ihre erste Headliner Tour in Australien mit Osaka Punch zur Veröffentlichung der Single Erin. 
In 2019 setzte die Band das Touren mit Cog fort. Es folgte die zweite Headliner Tour im Mai zur Veröffentlichung ihrer dritten EP The Mind's Eye, welche am 10. Mai 2019 veröffentlicht wurde. Auf der Tour spielten Fackrell und Peterson-Stewart auch bei The Song Company. Direkt im Anschluss an die Tour folgte eine Europatour, als ihre erste internationale Tour, bei der sie für Intervals & Sithu Aye als Support spielten. Nach der Rückkehr aus Europa spielte die Band mit Galactic Empire und auf dem Dead of Winter Festival in Brisbane.
Matt Fackrell und Toby-Peterson Stewart wurden noch vor Ende des Jahres Dingwall Guitars Artists.

### Pharaoh 2.0undEscapades(2020-heute)
Am 21. Februar 2020 veröffentlichte die Band ihre dritte alleinstehende Single Pharaoh 2.0, einer neu gestalteten Version des Songs Pharaoh von ihrer ersten EP Sonorous. Kurz darauf folgte die Australien-Tour mit Between The Buried And Me bevor die COVID-19-Pandemie weiteres Touren unterband.
Im weiteren Verlauf des Jahres 2020 arbeitete die Band an ihrem Debüt-Album Escapades unter Einhaltung der COVID-19 Restriktionen.
The Omnific unterschrieben bei ihrem aktuellen Label Wild Thing Records und mit deren Management Team Wild Thing Music Group im Mai 2021 bevor sie die Werbekampagne für ihr Album starteten.
Insgesamt wurden fünf Singles (Wax & Wane,  Antecedent feat. Clay Gober (Polyphia), Scurryfunge,  Ne Plus Ultra und Fountainhead) in 2021 veröffentlicht bevor das Album Escapades am 8. Oktober 2021 über das Label Wild Thing Records veröffentlicht wurde. 
The Omnific standen zu ihrem Albumrelease  nach über einem Jahr mit ihrer australischen Headliner Tour wieder auf der Bühne und Verkauften erstmalig eine Show in ihrer Heimatstadt aus. Es folgte eine weitere Australien Tour bei der sie Circles supporteten. Bei der Tour ersetzte Kai den Hertog Toby-Peterson Stewart, welcher eine Auszeit vom Touren nehmen musste. 
Es folgte 2023 der Schreib- und Aufnahmeprozess des Albums The Law of Augmenting Returns welches schließlich am 7. Juni 2024 veröffentlicht wurde. Zwischenzeitig kehrte Toby-Peterson Stewart wieder zurück für die zweite internationale Tour in Europa Escapades Across Europe im Mai und Juni 2023. Die Tour beinhaltete sowohl Headline Shows als auch Support für Ne Obliviscaris und Persefone. Nach ihrer Rückkehr aus Europa spielten The Omnific als Support auf der ausverkauften Austalien Tour von Polyphia.
Am 10. Januar 2025 veröffentlichte die Band eine neue Single Full Circle.

## Diskografie

### Studioalben
| Escapades                     | - Veröffentlicht: 8. Oktober 2021 - Label: Wild Thing Records - Format: CD, vinyl, streaming | 3 | 3 | 3 |
| The Law of Augmenting Returns | - Veröffentlicht: 7. Juni 2024 - Label: Wild Thing Records - Format: CD, vinyl, streaming    | 3 | 3 | 3 |

### EPs
| Titel          | Details                                                                            |
| -------------- | ---------------------------------------------------------------------------------- |
| Sonorous       | - Veröffentlicht: 22. November 2016 - Label: Self-released - Format: CD, streaming |
| Kismet         | - Veröffentlicht: 24. November 2017 - Label: Self-released - Format: CD, streaming |
| The Mind's Eye | - Veröffentlicht: 10. Mai 2019 - Label: Self-released - Format: CD, streaming      |

### Live Alben
| Titel                      | Details                                                                                            | Datum des Livestreams    |
| -------------------------- | -------------------------------------------------------------------------------------------------- | ------------------------ |
| Escapades (Deluxe Edition) | - Veröffentlicht: 12. August 2022 - Label: Wild Thing Records - Format: CD, streaming, live stream | Streamed: 8. Januar 2022 |

### Eigenständige Singles
- The Cuneiform Script[4] (11. Juni 2017, Self-released, als Bonus-Track der CD Wiederveröffentlichung der EP "Sonorous" in 2017[40])
- Erin[12] (5. Oktober 2018, Self-released)
- Pharaoh 2.0[18] (21. Februar 2020, Self-released)
- Full Circle[35] (10. Januar 2025, Self-released)